# Bartolomeo Borghesi

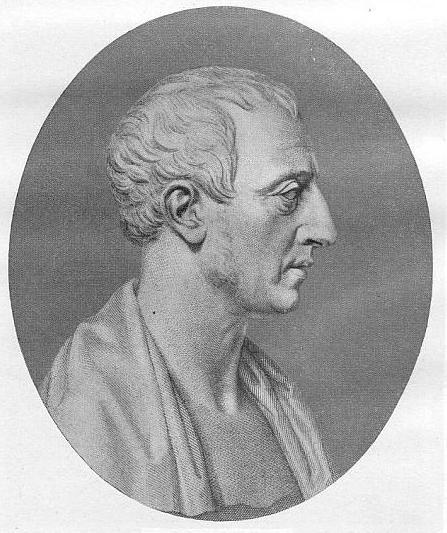
Bartolomeo Borghesi

Bartolomeo Borghesi, född 11 juli 1781, död 16 april 1860, var en italiensk-sanmarinsk greve och antikforskare. Han var en huvudfigur i skapandet av vetenskapen numismatik.
Borghesi föddes i Savignano, nära Rimini, och studerade i Bologna och Rom. Hans syn försämrades under studier av dokument från medeltiden. Därför övergick han allt mera till epigrafik och numismatik. I Rom arrangerade och katalogiserade han flera myntsamlingar, bland dem Vatikanens mynt, för Pius VII:s räkning. På grund av oroligheterna år 1821 drog sig Borghesi tillbaka till San Marino, där han dog i april 1860.
Fastän han främst var en entusiastisk student var han också under en kort tid podestà, ungefär motsvarande magistrat i San Marino. Hans största verk Nuovi Frammenti dei Fasti Consolari Capitolini (1818-1820) tilldrog sig uppmärksamhet från den lärda världen, medan hans bidrag till italienska arkeologiska tidskrifter etablerade hans rykte som numismatiker och antikvarie.
Före sin död gjorde Borghesi en skiss över hur alla latinska inskriptioner skulle kunna publiceras i ett samlingsverk. Arbetet togs upp av Berlins akademi under Theodor Mommsens överseende, och resultatet blev Corpus Inscriptionum Latinarum. Napoleon III beordrade utgivningen av Borghesis samlade verk. Denna utgåva i tio volymer kom ut 1862-97.